# برندلورنتسن
برندلورنتسن (به آلمانی: Brendlorenzen) یک منطقهٔ مسکونی در آلمان است که در باد نوی‌اشتات آن در زاله واقع شده‌است. برندلورنتسن ۴٬۵۰۰ نفر جمعیت دارد.